# Jeff Gordon
Jeffrey Michael „Jeff” Gordon (ur. 4 sierpnia 1971 w Vallejo) – amerykański kierowca wyścigowy, a obecnie komentator sportowy stacji Fox. Jest czterokrotnym mistrzem NASCAR Winston Cup (obecnie Monster Energy NASCAR Cup Series), trzykrotnym zwycięzcą Daytona 500 i triumfatorem aż 93 wyścigów w najwyższych rangą rozgrywkach NASCAR (co daje mu trzecie miejsce w rankingu najczęściej wygrywających kierowców w historii owej serii).
Przez całą swoją karierę w NASCAR Cup Series związany był z zespołem Hendrick Motorsports. Od pierwszego startu w 1992 roku aż do odejścia na emeryturę z końcem sezonu 2015 wziął udział w 797 wyścigach (jest dzięki temu rekordzistą w ilości zaliczonych wyścigów z rzędu), w których kierował Chevroletem z numerem startowym 24. W drugiej połowie 2016 roku wystartował w kolejnych ośmiu wyścigach dla tego samego zespołu w samochodzie nr 88, w którym zastępował kontuzjowanego Dale’a Earnhardta Jr.

## Kariera

### Początki
Jeff Gordon pierwszy raz zasiadł za kierownicą pojazdu wyścigowego w wieku pięciu lat. Rozpoczynał od samochodów typu Quarter Midget, zaś w wieku trzynastu lat rozpoczął ściganie w Sprint Cars. Na fali jego dobrych wyników, wraz z rodziną przeprowadził się do Pittsboro w stanie Indiana, gdzie odbywało się większość wyścigów Sprint Cars. Zdobył tam tytuły mistrzowskie torów takich jak Bloomington Speedway czy Eldora Speedway.
Do samochodów seryjnych Gordon przesiadł się w 1990 roku. Zapisał się on wtedy do szkoły jazdy na torze Rockingham Speedway. Doświadczenie to przekonało go do rozpoczęcia kariery w wyścigach tej klasy. Pod koniec roku, za sprawą znajomości, sieć restauracji Outback Steakhouse zasponsorowała samochód dla Gordona, którym wziął udział w trzech zawodach serii NASCAR Busch Grand National (obecnie NASCAR Xfinity Series), drugiej rangą serii organizowanej przez NASCAR. Szefem jego ekipy został Ray Evernham. Kierowcy udało się zakwalifikować do jednego wyścigu, na torze Rockingham Speedway, w którym w wyniku wypadku zajął przedostatnie, 39. miejsce.
Na sezon 1991 Gordon podpisał kontrakt z zespołem Bill Davis Racing, dla którego kierował Fordem z numerem startowym 1 i współpracował z szefem ekipy Keithem Simmonsem. Wziął udział we wszystkich wyścigach owego roku oprócz otwierającej rundy na torze Daytona International Speedway, do której się nie zakwalifikował. Jego najlepszym rezultatem było drugie miejsce, które zajmował na torach Lanier, Dover i Hickory. W końcowej klasyfikacji kierowców zajął 11. miejsce, a także został nagrodzony tytułem Debiutanta Roku.
W sezonie 1992 do zespołu Gordona na jego własne życzenie dołączył dawny współpracownik Ray Evernham. Po nieudanym otwierającym sezon wyścigu w Daytonie, kierowca zdobył pole position w trzech kolejnych rundach, wygrywając ostatnią z nich w Atlancie. Było to jego pierwsze zwycięstwo w zawodach NASCAR. Jego wynik przyciągnął zainteresowanie Ricka Hendricka, właściciela zespołu Hendrick Motorsports, rywalizującego w NASCAR Winston Cup (najwyższej rangą serii NASCAR). W kolejnej części sezonu Gordon dołożył do swojego dorobku dwa zwycięstwa w wyścigach na torze w Charlotte, a w końcowej klasyfikacji kierowców zajął czwarte miejsce.

### 1992–1995: Szybka droga na szczyt

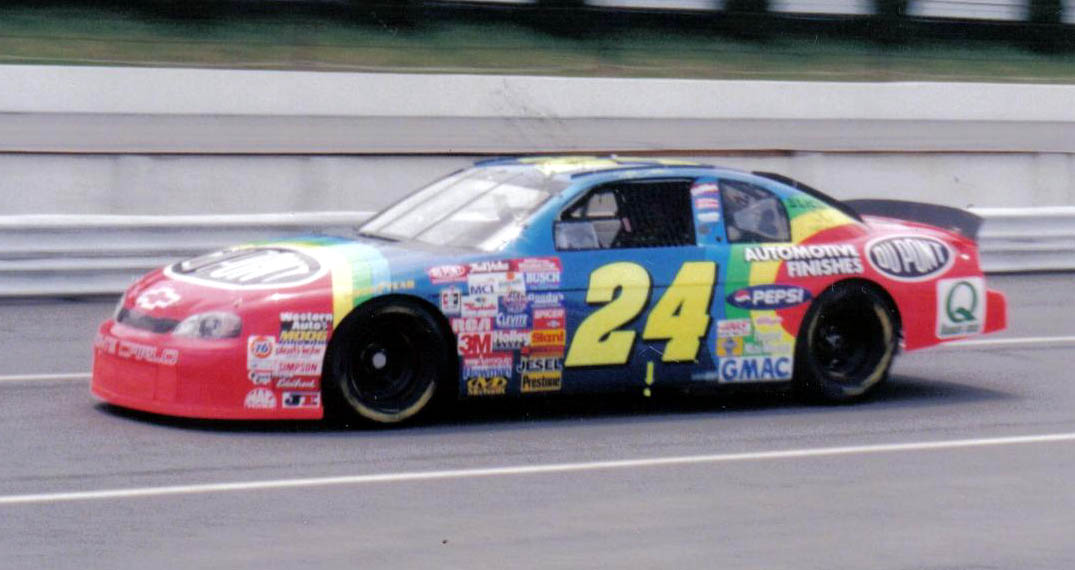
Słynny tęczowy samochód z pierwszych lat Gordona w Winston Cup (tu model z 1997 roku)

W trakcie sezonu 1992, Jeff Gordon podpisał kontrakt z zespołem Hendrick Motorsports. Został on kierowcą Chevroleta Luminy z numerem 24. Samochód sponsorował producent lakierów samochodowych DuPont, który odpowiedzialny był za słynne malowanie karoserii w barwach tęczy. Szefem ekipy został natomiast ponownie Ray Evernham. Swój debiut kierowca zaliczył w ostatnim wyścigu owego roku w Atlancie. Był to zarazem ostatni wyścig w karierze siedmiokrotnego mistrza rozgrywek, Richarda Petty’ego. Po wypadku na 165. okrążeniu Gordon był zmuszony zakończyć wyścig i zajął w nim 31. miejsce.
Od 1993 Gordon wstrzymał starty w Busch Grand National Series, zaś stał się pełnoetatowym kierowcą Winston Cup. Jego pierwszy sezon był naznaczony awariami i wypadkami, przez które na 30 wyścigów nie ukończył 11. Nie udało mu się odnieść zwycięstwa, lecz dwukrotnie kończył drugi (w Charlotte i Michigan). W drugim wyścigu w Charlotte wywalczył natomiast swoje pierwsze pole position. Debiutancki sezon zakończył na 14. miejscu. Został za niego nagrodzony tytułem Debiutanta Roku.
W sezonie 1994 Gordon kontynuował złą passę uszkodzeń pojazdu, w wyniku których nie ukończył 10 wyścigów. Mimo tego udało mu się po raz pierwszy sięgnąć po zwycięstwo w Winston Cup, czego dokonał w Charlotte, startując z pole position. Pamiętnym zdarzeniem z tego sezonu było jego drugie zwycięstwo, które odniósł w pierwszym w historii wyścigu NASCAR organizowanym na torze Indianapolis Motor Speedway. W końcowej klasyfikacji kierowców zajął 8. miejsce.

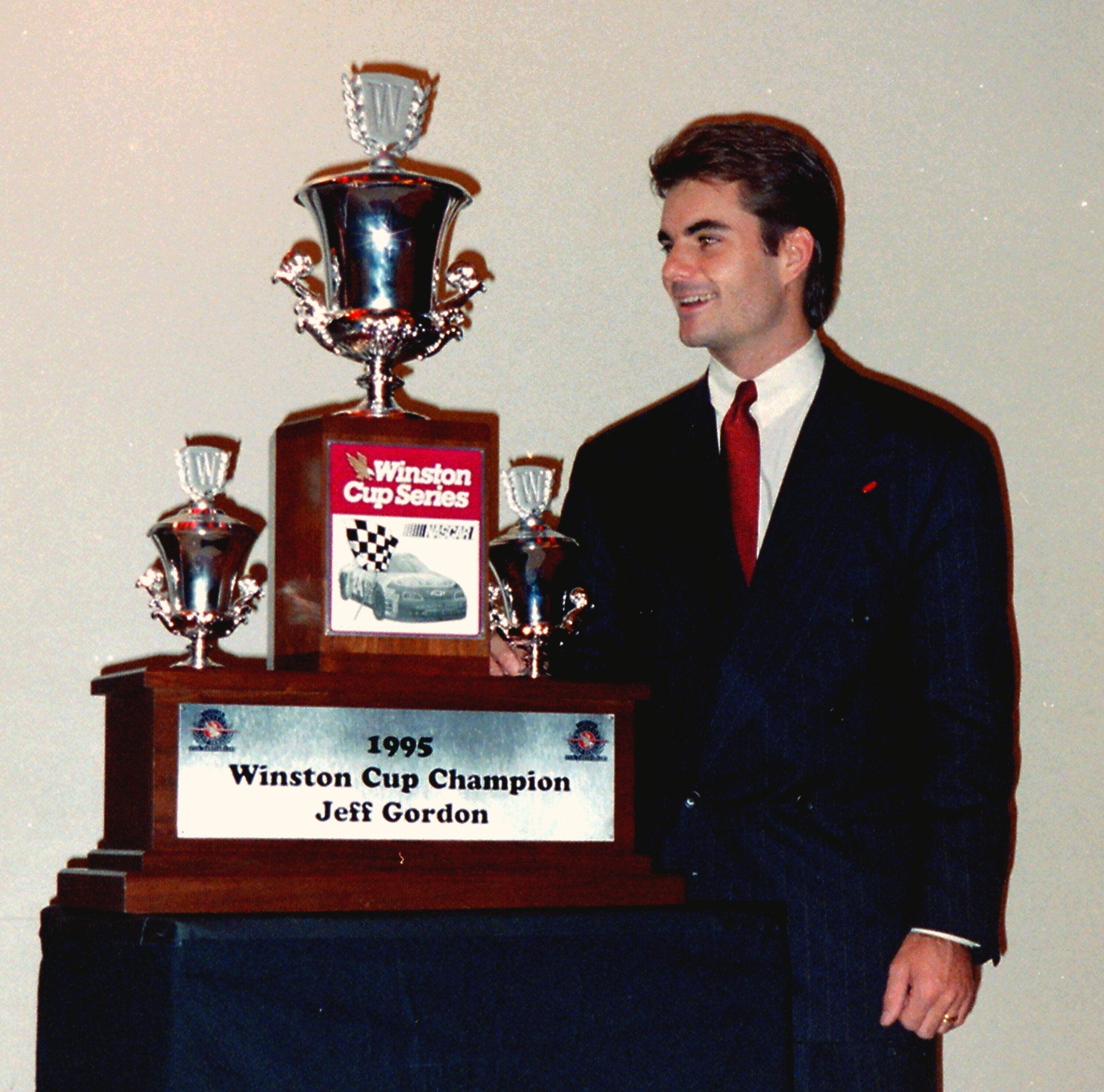
Gordon z trofeum za mistrzostwo NASCAR Winston Cup za sezon 1995

Sezon 1995 był dla Gordona przełomowy. Rozpoczął się niestabilnie, jako że w pierwszych sześciu wyścigach zaliczył on trzy zwycięstwa przeplatane trzema finiszami w drugiej połowie stawki. Później jednak jego forma ustabilizowała się i po dwóch zwycięstwach z rzędu w Daytonie i Loudon na półmetku sezonu objął fotel lidera klasyfikacji generalnej. Nie opuścił go już do końca roku, a dokładając kolejne triumfy w Darlington i Dover, zakończył go z siedmioma zwycięstwami (największą ilością spośród wszystkich kierowców). Był to również jego najlepszy sezon w karierze pod względem zdobytych pole position, których miał aż osiem. W swoim trzecim pełnym sezonie Gordon mógł cieszyć się ze swojego pierwszego tytułu mistrzowskiego NASCAR.
Już we wczesnych latach kariery Gordon wykazywał się wielkim talentem. Jednym z jego skutków była rywalizacja młodego kierowcy z doświadczonym wielokrotnym mistrzem serii, Dalem Earnhardtem. Earnhardt nadał Gordonowi przydomek „Cudowny Chłopak” i wypowiadał się o nim pochlebnie, czego nie robił w stosunku do większości kierowców. Gordon zaś postrzegał Earnhardta jako zaciekłego rywala i głównego przeciwnika na torze, choć poza torem darzył go szacunkiem i nazywał swoim mentorem, wielokrotnie czerpiąc od niego nauki dotyczące sportu.

### 1996–2001: Era dominacji
Do sezonu 1996 Gordon przystąpił jako obrońca tytułu mistrzowskiego. Dwa pierwsze wyścigi zakończył jednak na przedostatnim miejscu na skutek awarii. Trzeci wyścig, rozgrywany w Richmond, przyniósł mu pierwsze zwycięstwo. W ciągu całego roku kierowca aż 10-krotnie stawał na najwyższym stopniu podium. Cztery z tych zwycięstw zdobył w przeciągu pięciu wyścigów na cztery rundy przed zakończeniem sezonu, co dało mu wtedy prowadzenie w klasyfikacji kierowców, jednak ostatecznie zajął drugie miejsce za Terrym Labonte.
Rok 1997 Gordon rozpoczął od swojego pierwszego triumfu w prestiżowym Daytona 500. Został on wtedy najmłodszym w historii zwycięzcą tego wyścigu. W dalszej części sezonu wyrównał swój dorobek zwycięstw z poprzedniego roku. Jedno z nich odniósł na torze w Fontanie, gdzie wyścig NASCAR organizowano wtedy po raz pierwszy. Wysoką formę utrzymywał przez cały rok, dzięki czemu udało mu się wywalczyć swoje drugie mistrzostwo serii.
W 1998 roku Gordon triumfował w aż 13 z 33 wyścigów. Była to największa liczba zwycięstw jednego kierowcy w ciągu sezonu od 1971 roku, kiedy Richard Petty zdobył ich 21. Zaczynając od 14. rundy w Michigan, aż do końca sezonu Gordon tylko raz (finiszując na 5. miejscu w Bristol) nie znalazł się w pierwszej trójce wyścigu. Odniósł wtedy również serię czterech zwycięstw z rzędu na torach w Pocono, Indianapolis, Watkins Glen i Michigan. Przez większość roku utrzymywał się na pozycji lidera klasyfikacji, w rezultacie broniąc tytułu mistrzowskiego i zdobywając swoje trzecie trofeum w karierze.
Na początku 1999 roku Gordon sięgnął po swoje drugie zwycięstwo w Daytona 500, które zdobył startując z pole position. Później jednak powróciły jego problemy z awariami samochodu, czego skutkiem było siedem nieukończonych wyścigów. Po 27 rundach, z których wygrał pięć, z jego ekipy odszedł jej szef, Ray Evernham, a na stanowisku zastąpił go Brian Whitesell. Gordon wygrał w pierwszych dwóch wyścigach z nowym mechanikiem, co dało mu bilans siedmiu zwycięstw w sezonie. W końcowej klasyfikacji zajął szóste miejsce. W trakcie sezonu wziął również udział w sześciu wyścigach Busch Series (po raz pierwszy od czasu przejścia do Winston Cup), kierując samochodem nr 24 sponsorowanym przez Pepsi. Odniósł wówczas zwycięstwo w Phoenix. W październiku kierowca podpisał dożywotni kontrakt z zespołem Hendrick Motorsports, na mocy którego stał się współwłaścicielem swojego samochodu i partnerem biznesowym zespołu.
Na rok 2000 szefem ekipy Gordona został Robbie Loomis. Pierwszy sezon pod jego przewodnictwem nie był dla kierowcy udany. Na swoje pierwsze zwycięstwo musiał czekać do dziewiątej rundy, kiedy triumfował w Talladedze. Dołożył do tego wygrane na torze drogowym w Sonomie oraz w Richmond. W końcowym zestawieniu kierowców znalazł się na 9. miejscu. W tym samym roku ostatni raz w karierze uczestniczył w rozgrywkach Busch Grand National, biorąc udział w pięciu zawodach i wygrywając ostatni wyścig sezonu w Homestead. Podczas wyścigu w Michigan Gordon zauważył talent młodego kierowcy, Jimmiego Johnsona. Udał się on do Ricka Hendricka, szefa Hendrick Motorsports, z propozycją angażu Johnsona. Hendrick skorzystał z okazji i zakontraktował kierowcę do jazdy samochodem nr 48, którego Gordon stał się współwłaścicielem.
W roku 2001 samochód Gordona, nadal sponsorowany przez DuPont, zmienił malowanie z tęczy na czerwone płomienie na niebieskim tle. Oprócz tego drugim sponsorem w wybranych wyścigach została firma Pepsi. W otwierającym sezon Daytona 500 uczestniczył w kolizji 19 samochodów, w wyniku której zakończył przedwcześnie wyścig i zajął 30. pozycję. Na ostatnim okrążeniu owego wyścigu w wyniku zderzenia z zewnętrzną ścianą toru zginął rywal Gordona, Dale Earnhardt. W ciągu roku kierowca zdobył sześć zwycięstw, w tym swoje trzecie w karierze w Indianapolis, a także w pierwszym w historii wyścigu w Kansas. Po 14. rundzie w Michigan wyszedł na prowadzenie klasyfikacji kierowców i nie oddał go aż do końca sezonu, dzięki czemu zdobył swój czwarty tytuł mistrzowski w karierze.
Analitycy sportowi często przypisują Gordonowi spopularyzowanie wyścigów na torach drogowych. W latach 1997–2000 zwyciężał w sześciu takich zawodach z rzędu (po trzy w Watkins Glen i w Sonomie). Jest on rekordzistą wszech czasów pod względem wygranych w tego typu wyścigach. Jego dominacja przyczyniła się do wzrostu oglądalności rozgrywek na obu torach oraz zachęciła innych kierowców do doskonalenia swoich umiejętności jazdy na torach drogowych, do których wcześniej nie przywiązywano większej wagi.

### 2002–2007: Problemy z play-offami

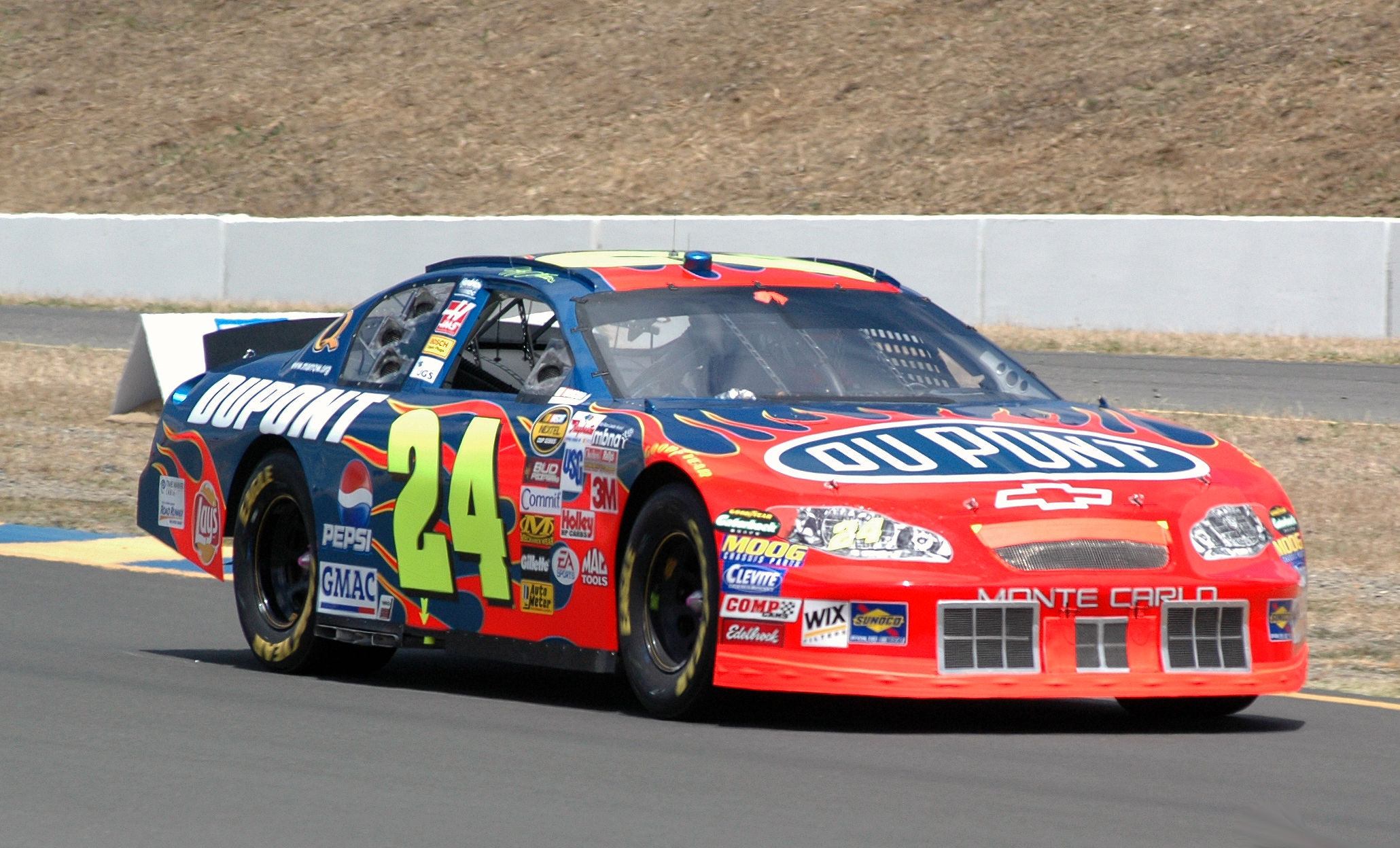
Samochód Gordona na torze w Sonomie w 2005 roku

Sezon 2002, do którego Gordon przystępował jako obrońca tytułu, nie należał do udanych. Choć kierowca nie zmagał się z awariami, tak jednak nie był w stanie zdobyć zwycięstwa aż do 24. rundy w Bristol oraz organizowanego tydzień później wyścigu w Darlington. Do swojego dorobku dołączył również drugi triumf w Kansas. Bilans trzech zwycięstw w sezonie dał mu czwarte miejsce w końcowej klasyfikacji.
Rok 2003 ułożył się dla Gordona podobnie. Zwyciężył on wtedy w obu wyścigach na torze w Martinsville, w obu startując z pole position, a także w Atlancie. Ponownie zakończył sezon na czwartym miejscu w tabeli.
Poprawę przyniósł sezon 2004. W początkowej jego części triumfował dwa tygodnie z rzędu w Talladedze i Fontanie. Niedługo później zaliczył serię czterech pole position w czterech wyścigach, z których dwa (w Sonomie i Daytonie) wygrał. Jego bilans zwycięstw dopełniło czwarte w karierze zwycięstwo w Indianapolis. Sezon 2004 był pierwszym, w którym stosowany był system play-offów o nazwie „Chase for the Nextel Cup”. Przed ich rozpoczęciem Gordon był liderem w klasyfikacji generalnej, jednak po wyrównaniu ilości punktów między dziesięcioma najlepszymi kierowców na 10 wyścigów przed końcem sezonu, stracił on fotel lidera i ostatecznie uplasował się na trzecim miejscu (gdyby sezon ten rozgrywano starym systemem, Gordon wywalczyłby swój piąty tytuł mistrzowski).
W otwierającym sezon 2005 Daytona 500 Gordon odniósł zwycięstwo po raz trzeci w karierze. Niedługo później wygrywał także w Martinsville i Talladedze, jednak stopniowo jego wyniki zaczęły się pogarszać. Kierowca zmagał się między innymi z awariami i uczestniczył w licznych kolizjach. Skutkiem tego było aż dziewięć nieukończonych wyścigów (jego najgorszy wynik od 1994 roku). Nie udało mu się zakwalifikować do play-offów, przez co po raz pierwszy od czasów debiutanckiego sezonu nie zmieścił się w pierwszej dziesiątce klasyfikacji generalnej. Po nieudanym sezonie zasadniczym z ekipy Gordona odszedł jej szef, Robbie Loomis, a na ostatnie dziesięć wyścigów zastąpił go Steve Letarte. Wraz z nim udało mu się sięgnąć po zwycięstwo w Martinsville, jednak cały sezon zakończył dopiero na 11. miejscu.
Od sezonu 2006 trzecim sponsorem samochodu Gordona stało się Nicorette. Podczas piątego wyścigu roku w Bristol, kierowca stracił panowanie nad samochodem po kontakcie z Mattem Kensethem, w wyniku czego zajął 21. miejsce. Po zakończeniu wyścigu doszło do sprzeczki między dwoma rywalami, podczas której Gordon popchnął Kensetha. Na swoje pierwsze zwycięstwo tego roku czekał do 16. rundy w Sonomie. Było to jego piąte zwycięstwo na tym torze oraz dziewiąte na torach drogowych (oba te osiągnięcia są rekordami wszech czasów dla jednego kierowcy). Dwa tygodnie później zwyciężył także w Chicago. W drodze po zwycięstwo celowo spowodował wypadek Matta Kensetha, za co został ukarany grzywną 10 tys. dolarów przez NASCAR. Udało mu się zakwalifikować do play-offów, które rozpoczynał na dziewiątym miejscu. Jego nadzieje na tytuł zniszczyła seria trzech nieukończonych wyścigów w Kansas, Talladedze i Charlotte. Sezon zakończył z dwoma zwycięstwami na szóstym miejscu w tabeli kierowców.
W sezonie 2007 Gordon wrócił do wysokiej formy. Zaczynając od piątej rundy w Dover, kierowca zaliczył serię siedmiu wyścigów, w których zdobył pięć pole position, trzy zwycięstwa (Phoenix, Talladega, Darlington), a we wszystkich kończył w pierwszej czwórce. Niedługo później triumfował także w Pocono. Przez większość sezonu był liderem klasyfikacji i nie miał problemów z zakwalifikowaniem się do play-offów. Podczas nich odniósł zwycięstwa w Talladedze i Charlotte. Mimo tego fotel lidera i ostatecznie tytuł mistrzowski musiał oddać Jimmiemu Johnsonowi, który zwyciężył w kolejnych czterech wyścigach. Gordon zajął za nim drugie miejsce. Był to drugi sezon w jego karierze, w którym zdobyłby mistrzostwo, gdyby nie zastosowano systemu play-offów.

### 2008–2012: Lata niepowodzeń

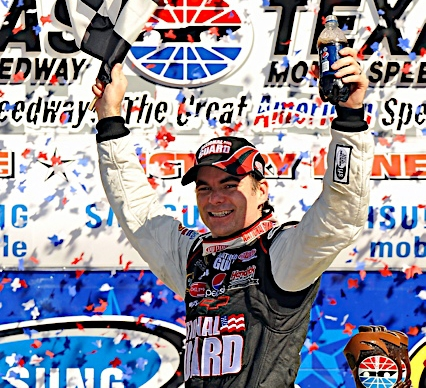
Jeff Gordon celebrujący zwycięstwo w Teksasie w 2009 roku

Na sezon 2008 samochód Gordona ponownie zmienił malowanie. Zachowano motyw płomieni, jednak kolor tła zmieniono z niebieskiego na czarny. Pierwszy raz od 1993 roku kierowca nie wygrał ani jednego wyścigu przez cały sezon. Dwa razy, w Martinsville i Teksasie, zajmował drugie miejsce, a do obu wyścigów podchodził z pole position. Oprócz tego kwalifikacje wygrywał w Atlancie i Dover. Wywalczył miejsce w play-offach, jednak w końcowej klasyfikacji zajął siódme miejsce.
W 2009 roku do sponsorów Gordona dołączyła Gwardia Narodowa. Po dobrym starcie sezonu, do którego zaliczyć można jego pole position w Martinsville i zwycięstwo tydzień później w Teksasie, zajmował pierwsze miejsce w tabeli kierowców, lecz po krótkim czasie musiał oddać je Tony’emu Stewartowi. Do play-offów zakwalifikował się będąc na drugim miejscu, lecz z uwagi na bilans tylko jednego zwycięstwa został rozstawiony na szóstej pozycji. W finałowej części sezonu, poza zwycięstwem w kwalifikacjach do wyścigu w Teksasie, nie odniósł sukcesów i zakończył go na trzecim miejscu.
Sezon 2010 był kolejnym, w którym Gordon nie wygrał żadnego wyścigu. Jedynie na początku sezonu, w Phoenix i Richmond, kończył na drugim miejscu. Mimo tego jego stałe finisze w pierwszej dziesiątce pozwoliły mu na objęcie drugiego miejsca klasyfikacji. Po awansie do play-offów, z uwagi na brak zwycięstw, zaczynał z ósmej pozycji. Zdobył wówczas pole position do wyścigu w Charlotte, jednak szanse na mistrzostwo przekreśliły mu liczne wypadki. Jednym z nich była kolizja z Jeffem Burtonem w Teksasie, po której doszło do wymiany ciosów pomiędzy kierowcami. Swój sezon Gordon zakończył na dziewiątym miejscu.
Na rok 2011 zmienił się skład sponsorów samochodu Gordona. DuPont dołączyło do Pepsi jako sponsor drugorzędny, zaś sponsorem głównym, zdobiącym maskę pojazdu w 22 wyścigach, została grupa AARP. Kolejną zmianą było odejście szefa ekipy, Steve’a Letarte, którego zastąpił dotychczasowy mechanik Marka Martina, Alan Gustafson. Współpraca z nowym członkiem zespołu szybko przyniosła owoce, jako że Gordon sięgnął po zwycięstwo w drugim wyścigu sezonu w Phoenix. W ósmej rundzie w Talladedze wywalczył swoje jedyne pole position sezonu. Drugie zwycięstwo odniósł w Pocono, zaś dwa tygodnie przed rozpoczęciem play-offów triumfował także w Atlancie. Ostatnią część sezonu rozpoczął na trzecim miejscu, jednak w jej trakcie aż pięć z dziesięciu wyścigów kończył poza pierwszą dwudziestką, co dało mu zaledwie ósme miejsce w klasyfikacji generalnej.
Gordon rozpoczął sezon 2012 bardzo pechowo, 7 z 11 pierwszych wyścigów kończąc w drugiej połowie stawki. Później jego forma zaczęła się poprawiać, aż w końcu zatriumfował on w wyścigu w Pocono. Udało mu się wywalczyć również miejsce w play-offach, w których z dziewiątego miejsca awansował na piąte. Zmieniło się to podczas przedostatniej rundy w Phoenix, gdy kierowca uderzył w ścianę po kontakcie z samochodem Clinta Bowyera. Gordon zignorował pokazaną mu czarną flagę i pozostał na torze by zrewanżować się na Bowyerze, co uczynił spychając jego samochód w ścianę. Po wyścigu doszło do bójki pomiędzy Gordonem a zespołem mechaników Bowyera. Kierowca został ukarany grzywną w wysokości 100 tys. dolarów i odjęciem 25 punktów. Sezon 2012 zakończył się jednak dla niego pozytywnym akcentem, jako że wygrał finałowy wyścig w Homestead. Było to jego pierwsze zwycięstwo na tym torze. W wyścigu tym kierował specjalnym samochodem z malowaniem celebrującym 20-lecie współpracy kierowcy i firmy DuPont. Był to zarazem ostatni wyścig z logo firmy na samochodzie nr 24, jako że na początku 2013 roku dywizja produkcji lakierów samochodowych została sprzedana przez DuPont i zmieniła nazwę na Axalta Coating Systems.

### 2013–2015: Końcówka kariery

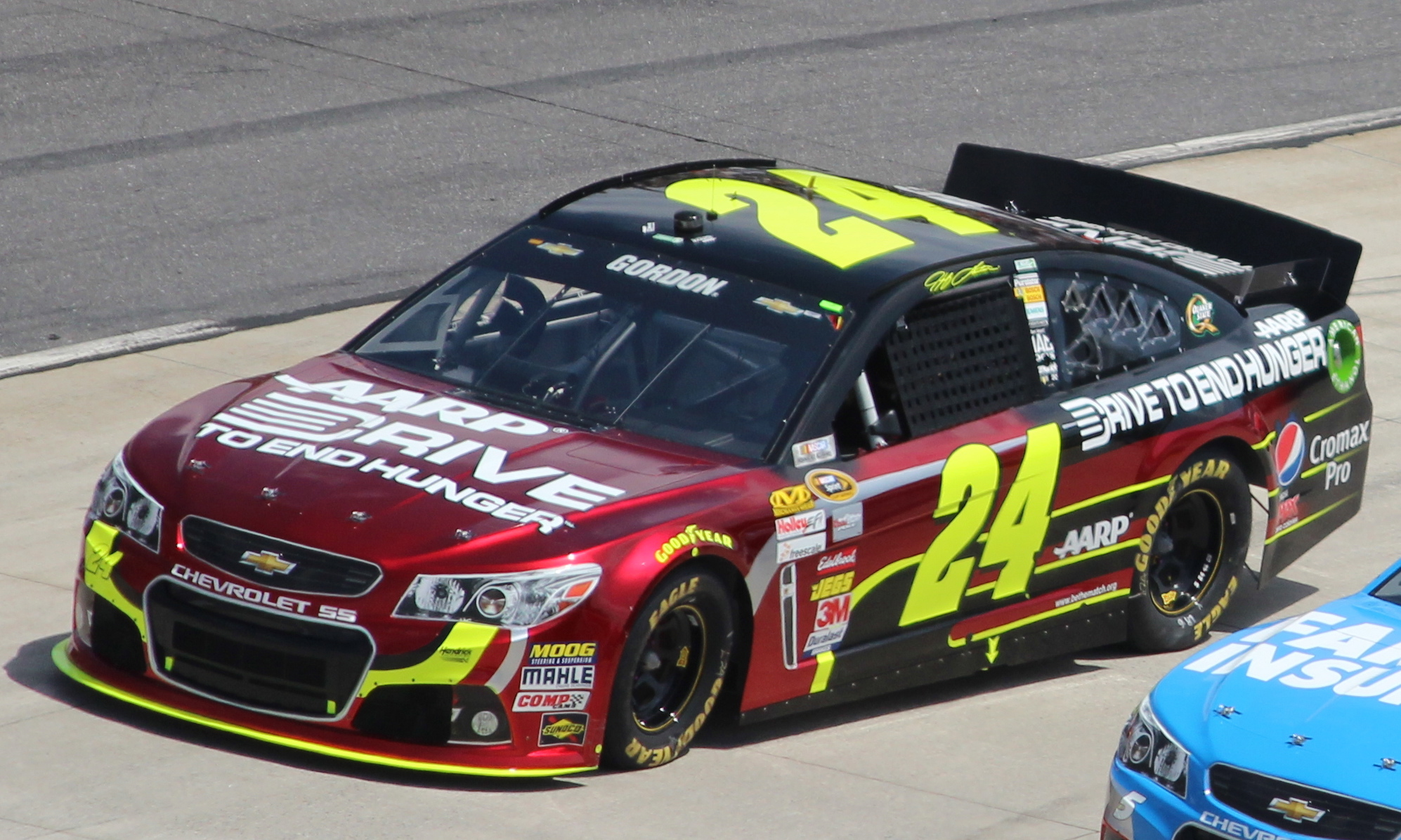
Samochód Gordona w Martinsville w 2013 roku

Do sezonu 2013 Gordon przystąpił ze sponsoringiem od AARP, Axalty oraz Pepsi. W pierwszej połowie sezonu większość wyścigów kończył poza pierwszą dziesiątką, lecz zanotował także finisze na drugim miejscu w Sonomie i Pocono oraz na trzecim w Martinsville, Darlington i Dover. Po ostatnim wyścigu sezonu zasadniczego w Richmond kierowca zajmował pozycję, która nie dawała mu miejsca w play-offach, jednak po odkryciu porozumienia pomiędzy Joeyem Logano i Davidem Gillilandem, wobec którego ten drugi dobrowolnie ustąpił miejsca na torze temu pierwszemu, dając mu w ten sposób miejsce w play-offach kosztem Gordona, NASCAR zadecydowało o przywróceniu Gordona do play-offów jako dodatkowego, trzynastego kierowcę. W końcowej fazie rozgrywek zdobył swoje pierwsze zwycięstwo sezonu w Martinsville. Nie udało mu się jednak podjąć walki o mistrzostwo, a w końcowej klasyfikacji zajął szóste miejsce.
Sezon 2014 był dla Gordona najlepszym od 2007 roku. Po siódmej rundzie, w której zajął drugie miejsce w Teksasie, objął pozycję lidera tabeli kierowców. Niedługo później zdobył swoje pierwsze zwycięstwo roku w Kansas. Jego kolejnym triumfem było jego czwarte w karierze zwycięstwo w Indianapolis. Swoje pierwsze pole position sezonu zdobył na torze drogowym w Watkins Glen, a tydzień później, ponownie startując z pierwszego miejsca, wygrał wyścig w Michigan. Jego trzy zwycięstwa dały mu drugie miejsce w play-offach, które od tego roku rozgrywane były metodą eliminacji czterech najgorszych kierowców co trzy rundy. W pierwszej rundzie był blisko odpadnięcia, lecz awansował wygrywając ostatni wyścig w Dover. Drugą rundę zakończył jako siódmy z przechodzących dalej ośmiu kierowców. Na rozpoczęcie trzeciej rundy zajął drugie miejsce w Martinsville i został liderem klasyfikacji, jednak szczęście odwróciło się od niego tydzień później w Teksasie. Na przedostatnim okrążeniu wyścigu z prowadzącym Gordonem zetknął się Brad Keselowski, co skutkowało przecięciem opony samochodu nr 24. Gordon, który zakończył wyścig na 29. miejscu, uderzył Keselowskiego w alei serwisowej, po czym wywiązała się walka pomiędzy ekipami obu kierowców. Wypadek wymuszał na Gordonie wygraną w ostatnim wyścigu rundy w Phoenix w celu awansowania do finału. Tam jednak kierowca zajął drugie miejsce i odpadł z play-offów. Sezon zakończył zdobyciem pole position w finałowym wyścigu w Homestead. Uplasował się na szóstym miejscu klasyfikacji generalnej. Trzeci raz w jego karierze zdarzyło się, iż zdobyłby on tytuł mistrzowski, gdyby nie zastosowano play-offów.
22 stycznia 2015 roku Gordon ogłosił, że nadchodzący sezon będzie jego ostatnim jako kierowca. Na ów rok do jego sponsorów dołączyła firma 3M. W swoim ostatnim starcie w Daytona 500 kierowca wywalczył pole position, lecz w wyniku wypadku na ostatnim okrążeniu zajął dopiero 33. miejsce. Kolejne zwycięstwa w kwalifikacjach odnosił w Las Vegas i w Talladedze. W swoim ostatnim wyścigu na torze w Bristol poprowadził specjalny samochód w tęczowych barwach nawiązujących do jego pojazdu z lat 90. Pomimo braku zwycięstw, zakwalifikował się do play-offów z trzynastego miejsca w tabeli. W pierwszej rundzie jego najlepszym wynikiem było siódme miejsce w New Hampshire. Awansował do drugiej rundy, gdzie trzykrotnie kończył w pierwszej dziesiątce, w tym na trzecim miejscu w Talladedze, startując z pole position. Trzecią rundę rozpoczął od zwycięstwa w Martinsville. Było to jego pierwsze i jedyne zwycięstwo tego sezonu, a także ostatnie zwycięstwo w karierze. Dało mu ono gwarantowane miejsce w finale w Homestead. Nie udało mu się jednak wykorzystać ostatniej szansy na mistrzostwo. Wyścig zakończył na szóstym miejscu, a w klasyfikacji generalnej znalazł się na trzeciej pozycji.
W trakcie swojej kariery w NASCAR Cup Series Jeff Gordon zaliczył 797 startów w samochodzie nr 24. Zdobył 93 zwycięstwa, 81 pole position i 325 finiszów w pierwszej piątce. Czterokrotnie zdobywał tytuł mistrzowski. Jest trzykrotnym zwycięzcą Daytona 500 i pięciokrotnym zwycięzcą Indianapolis. Przez wielu fanów i osób związanych ze sportem jest uważany za jednego z najlepszych kierowców wszech czasów. Dyrektor generalny NASCAR Brian France powiedział o nim: „Jeff Gordon przewyższa NASCAR i będzie znany jako jeden z najwspanialszych kierowców, którzy kiedykolwiek się ścigali”.

## Po zakończeniu kariery
W trakcie swojego ostatniego sezonu Gordon podpisał kontrakt ze stacją telewizyjną Fox. Dołączył on do Mike’a Joya i Darrela Waltripa jako komentator transmisji wyścigów NASCAR. W nowej roli zadebiutował w lutym 2016 roku podczas przedsezonowych wyścigów w Daytonie.
Pomimo odejścia od wyścigów, Gordon pozostał związany z zespołem Hendrick Motorsports. Nadal był jego partnerem biznesowym, współwłaścicielem samochodu nr 48 Jimmiego Johnsona oraz mentorem dla nowego kierowcy nr 24, Chase’a Elliotta. W drugiej połowie sezonu 2016, kiedy transmisje wyścigów przejęła stacja NBC, Gordon zgodził się zastąpić kontuzjowanego kierowcę zespołu Dale’a Earnhardta Jr. za kierownicą samochodu nr 88. Były to pierwsze starty Gordona w Cup Series w samochodzie innym niż nr 24. Kierowca wziął udział w ośmiu wyścigach, rozpoczynając w Indianapolis, a kończąc w Martinsville, gdzie zanotował swój najlepszy wynik, zajmując szóste miejsce.
W 2017 roku Gordon wziął udział w wyścigu Rolex 24 at Daytona. Prowadził dla zespołu Konica Minolta Cadillac DPi-V.R, dzieląc samochód z Amerykanami Rickym i Jordanem Taylorem oraz Włochem Maxem Angelelli. Załoga ta zwyciężyła w swojej klasie, jak i w całym wyścigu.

## Życie prywatne

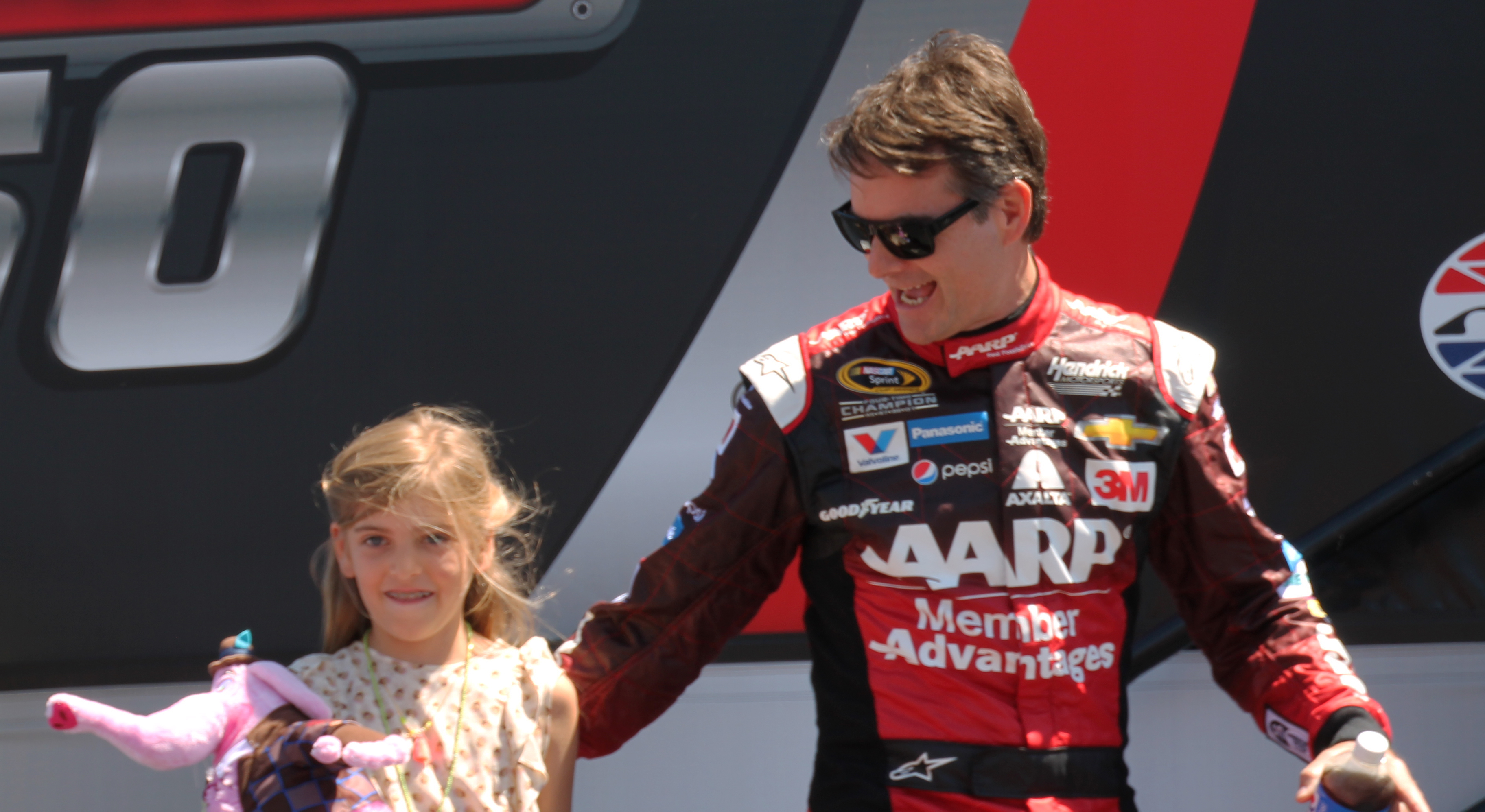
Gordon z córką Ellą w 2015 roku

Pierwszą żoną Jeffa Gordona była Brooke Sealey, którą ten poznał w 1993 roku gdy pracowała ona jako modelka dla NASCAR. Para wzięła ślub w 1994 roku. Po ośmiu latach związku Sealey złożyła pozew o rozwód, który zakończył się wypłatą ponad 15 milionów dolarów ugody przez Gordona. Był to jeden z najdroższych rozwodów w historii sportu. Swoją drugą żonę, belgijską modelkę Ingrid Vandebosch, poznał w 2002 roku, zaś ożenił się z nią w 2006 roku. Para ma dwójkę dzieci – córkę Ellę (ur. 2007) oraz syna Leo (ur. 2010).
W 1999 roku Gordon założył fundację charytatywną Jeff Gordon Children’s Foundation, która pomaga dzieciom w walce z rakiem i prowadzi badania nad metodami leczenia nowotworów. Po ślubie z Vandebosch, małżeństwo zaczęło prowadzić działania fundacji wspólnie.

## Filmografia
- 2005: Garbi: super bryka jako on sam
- 2011: Auta 2 jako Jeff Gorvette
- 2017: Auta 3 jako Jeff Gorvette
- 2017: Logan Lucky jako on sam